# Amherstia nobilis
Amherstia nobilis es una especie de árbol tropical perteneciente a la familia Fabaceae con flores excepcionalmente bellas (también se le conoce con el nombre de árbol de las orquídeas. Es ampliamente cultivado como planta ornamental en los trópicos. Es el único miembro del género monotípico
Amherstia. La especie se encuentra extinta en estado silvestre.

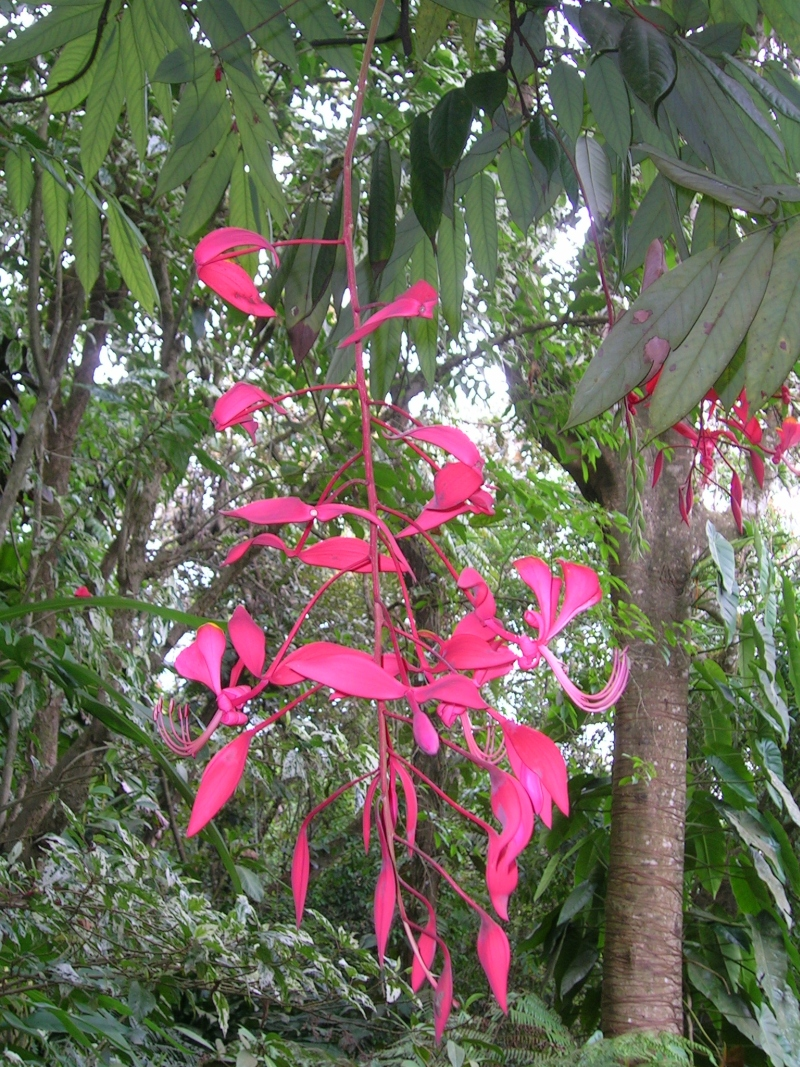
Vista de la planta

## Distribución
Esta especie es muy rara en la vida silvestre y ha sido recolectada en su hábitat muy pocas veces.  Es nativo de Birmania (Birmania).

## Descripción
Este árbol  es el único miembro del género Amherstia. Las flores, bellas y extravagantes, cuelgan de la larga inflorescencia,  que son de un color brillante carmesí rojo al final. Tiene 5 pétalos , aunque dos de estos son diminutos y el resto son de diferente tamaño. Estos pétalos son también carmesí, los dos pétalos de tamaño mediano son color amarillo en la punta y el mayor pétalo es amplio y con forma de abanico, con un margen superior ondulado y un triángulo de color amarillo que se extiende desde el borde hacia abajo en la flor. Este pétalo grande puede llegar a tener 7,5 centímetros de largo y más de 4 centímetros de ancho en el final. Tiene 9 o 10 estambres, los cuales están parcialmente fundidos; los estambres son de dos tamaños diferentes. Las hojas son compuestas tienen 6-8 grandes foliolos, los cuales son  de forma oblonga y pálidos por debajo.
Los frutos (legumbres) tienen de 11 a 20 centímetros de largo. Las vainas tienen forma de cimitarra, y la dura carcasa exterior se abre para dispersar las semillas.

## Taxonomía
Amherstia nobilis fue descrita por Nathaniel Wallich y fue publicado en Plantae Asiaticae Rariores 1: 1–3, pl. 1–2. 1830[1829].
Etimología
Amherstia; nombre genérico que conmemora a Lady Amherst, al igual que el faisán de Amherst.
nobilis: epíteto latíno que significa "notable, famosa"

## Galería

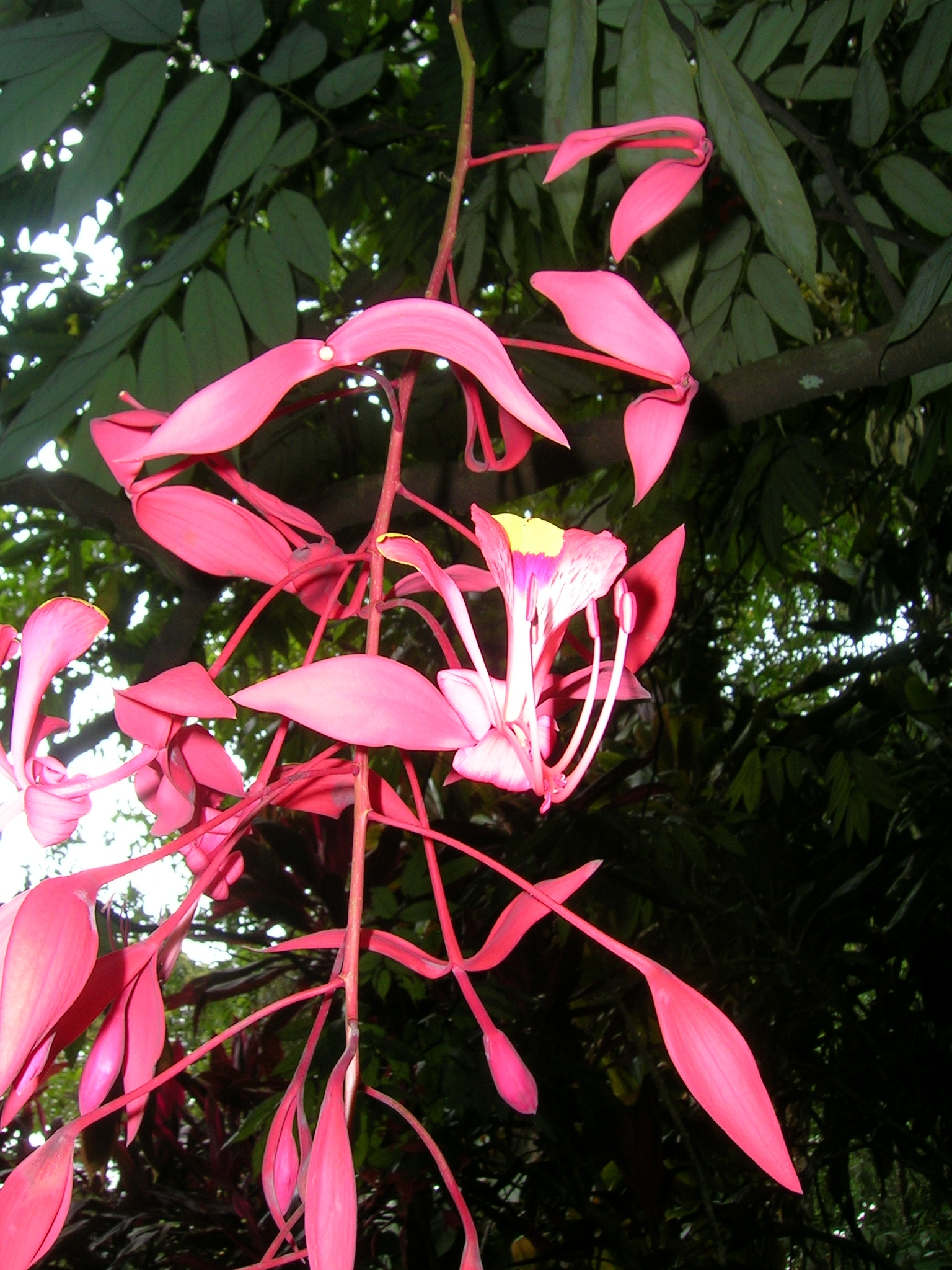
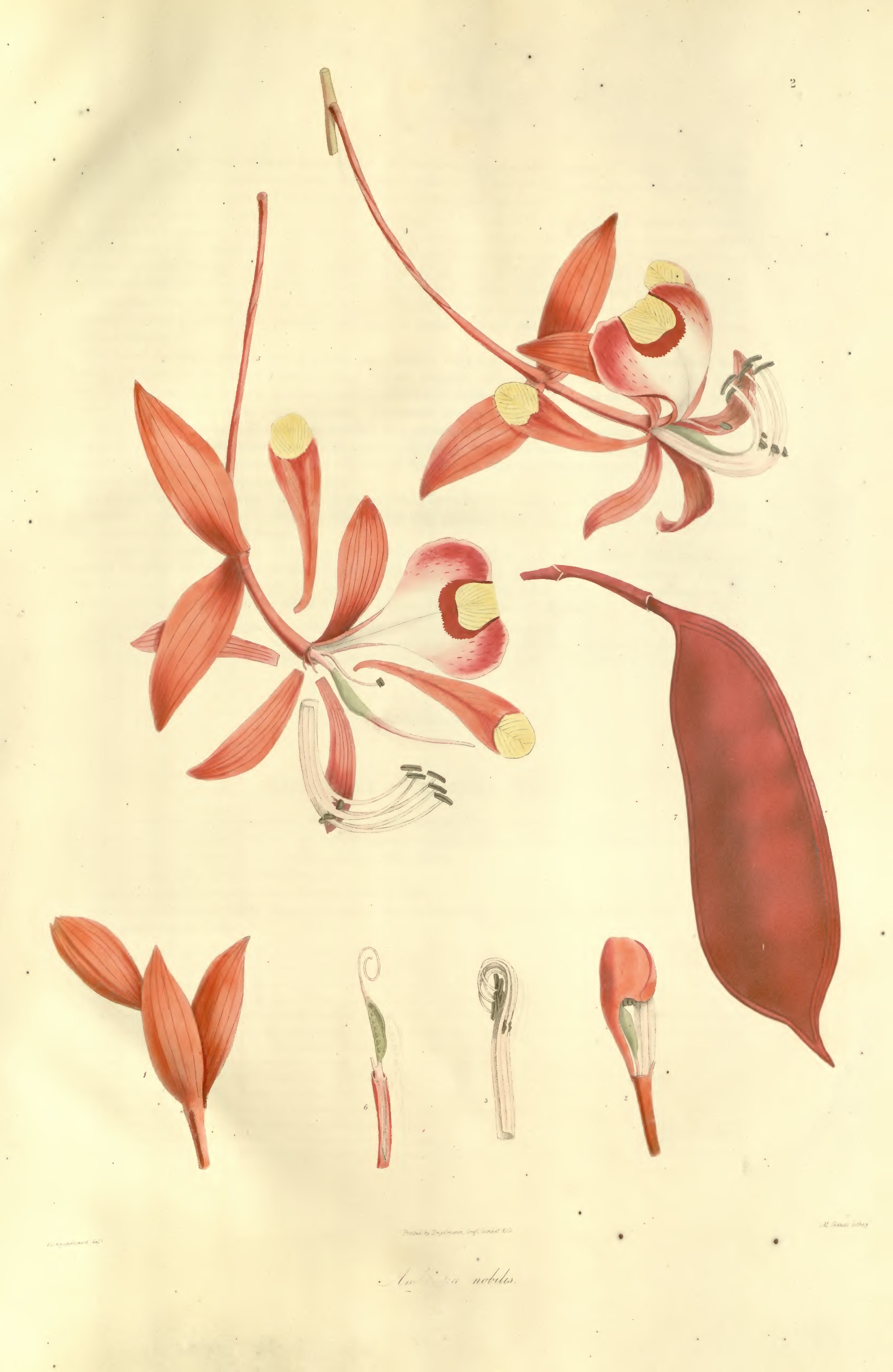
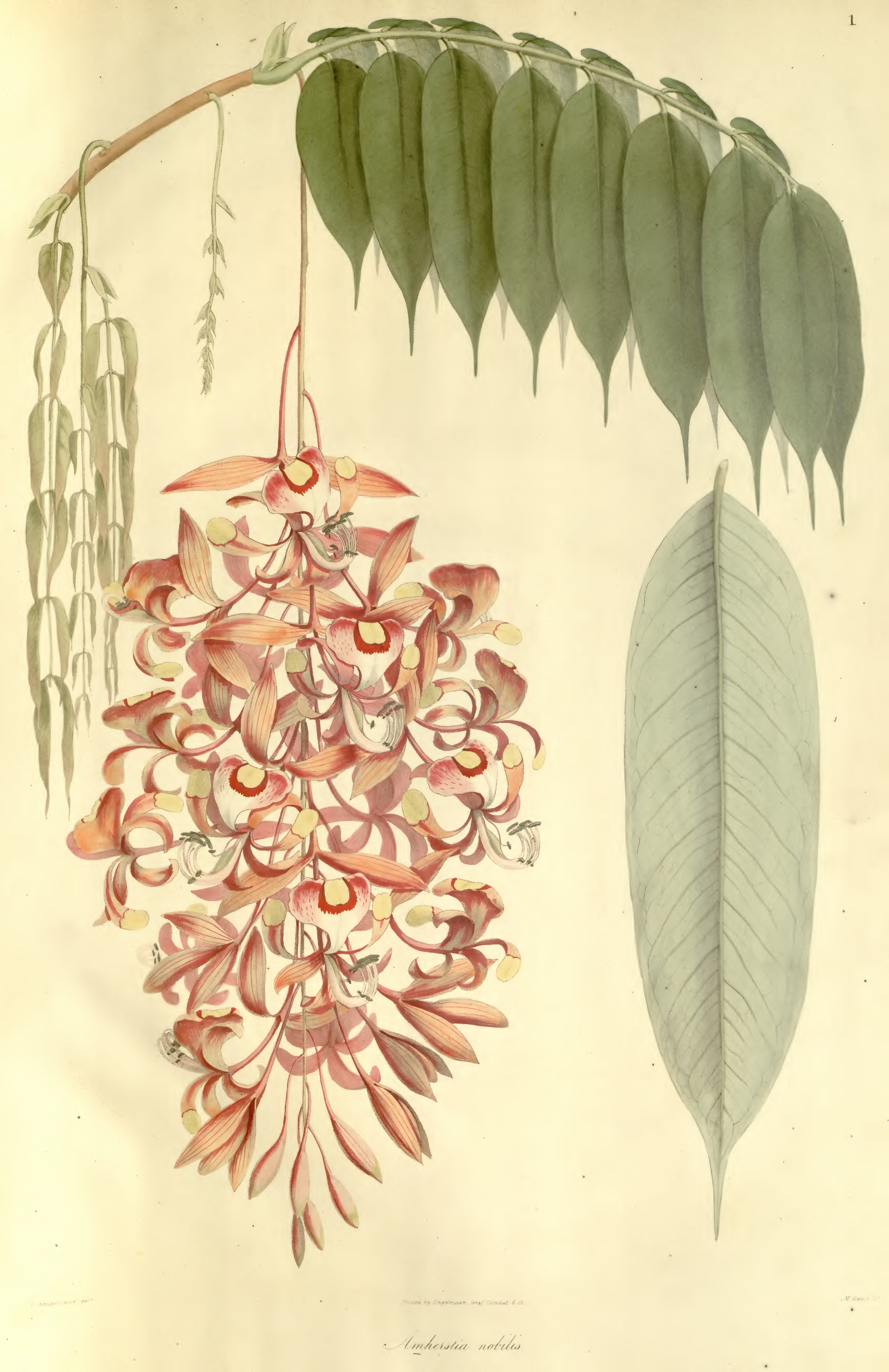